# مرتب‌سازی ادغامی دسته‌ای فرد–زوج

Visualization of the odd–even mergesort network with eight inputs

مرتب‌سازی ادغامی دسته‌ای فرد–زوج

## معرفی
مرتب‌سازی ادغامی دسته‌ای فرد–زوج یک ساز و کار عمومی برای مرتب‌سازی شبکه‌هاست. این روش توسط کِن بچر ابداع شده است.
اگر تعداد عناصری که می خواهیم مرتب کنیم n باشد اندازه (تعداد مقایسه کننده‌های استفاده شده) این الگوریتم nlog۲n و عمق (حداکثر تعداد مقایسه کننده‌هایی که در مسیر یک ورودی به خروجی قرار دارند) آن log۲n است.
هرچند که مقایسه خوبی نیست اما دانلد_کنوت در سال ۱۹۹۸ به این نتیجه رسید که روش دسته‌ای نسبت به روش شبکه AKS بهتر است مگر اینکه n بیش از کل ظرفیت حافظه رایانه‌های روی زمین باشد.
این الگوریتم به عنوان یکی از ساده‌ترین راه‌ها برای انجام مرتب‌سازی‌های منطقی بهینه بر روی انواع سخت‌افزارهای پردازش گرافیکی انجام پذیر است.

## نمونه کد
یک نمونه پیاده‌سازی از این الگوریتم به زبان پایتون در زیر آمده است. ورودی آن یک لیست x به طول توانی از ۲ است.
```
def
 
compare_and_swap
(
x
،
 
a
،
 
b
):

    
if
 
x
[
a
]
>
 
x
[
b
]:

        
x
[
a
],
 
x
[
b
]
 
=
 
x
[
b
],
 
x
[
a
]

def
 
oddeven_merge
(
x
،
 
lo
،
 
hi
،
 
r
):

    
step
 
=
 
r
 
*
 
2

    
if
 
step
 
<
hi
 
-
 
lo
:

        
oddeven_merge
(
x
,
 
lo
,
 
hi
,
 
step
)

        
oddeven_merge
(
x
,
 
lo
 
+
 
r
,
 
hi
,
 
step
)

        
for
 
i
 
in
 
range
(
lo
 
+
 
r
,
 
hi
 
-
 
r
,
 
step
):

            
compare_and_swap
(
x
,
 
i
,
 
i
 
+
 
r
)

    
else
:

        
compare_and_swap
(
x
,
 
lo
,
 
lo
 
+
 
r
)

def
 
oddeven_merge_sort_range
(
x
،
 
lo
،
 
hi
):

    
""" sort the part of x with indices between lo and hi.

    Note: endpoints (lo and hi) are included.

    """

    
if
 
(
hi
 
-
 
lo
)
>=
 
1
:

        
# if there is more than one element, split the input

        
# down the middle and first sort the first and second

        
# half, followed by merging them.

        
mid
 
=
 
lo
 
+
 
((
hi
 
-
 
lo
)
 
/
 
2
)

        
oddeven_merge_sort_range
(
x
,
 
lo
,
 
mid
)

        
oddeven_merge_sort_range
(
x
,
 
mid
 
+
 
1
,
 
hi
)

        
oddeven_merge
(
x
,
 
lo
,
 
hi
,
 
1
)

def
 
oddeven_merge_sort
(
x
):

    
oddeven_merge_sort_range
(
x
,
 
0
,
 
len
(
x
)
-
1
)

>>>
 
data
 
=
 
[
۴
،
 
۳
،
 
۵
،
 
۶
،
 
۱
،
 
۷
،
 
۸
]

>>>
 
oddeven_merge_sort
(
data
)

>>>
 
data

[
۱
،
 
۲
،
 
۳
،
 
۴
،
 
۵
،
 
۶
،
 
۷
،
 
۸
]

```